# 東京サイレン
東京サイレン株式会社（とうきょうサイレン）は、消防用車両積載品の開発・販売を専門に行っている日本の消防機器メーカーのひとつ。通称、東京サイレン。東京消防庁や総務省消防庁の協力企業として、現行消防機器の検証や問題点を改善した新型機器の開発研究を行っている。

## 事業所
- 本社：東京都台東区上野3丁目17番5号
- 王子工場：東京都北区栄町45番11号

## 沿革
- 1934年（昭和9年）：東京サイレン株式会社設立。

## 主な製品
- モーターサイレン
- 放水銃
- 管鎗・フォグガンおよび管鎗等関連品
- ホースカー等消防器具運搬器
- ポンプ車両用ボールコック・分岐金具等
- 消防用車両積載品・艤装